# Джак Ма
Джак Ма е китайски предприемач, роден на 10 септември 1964 г. в Ханджоу, Китайска народна република.
Той е основател и изпълнителен директор на Alibaba Group Holding Ltd. През 2016 г. нетните му активи, по информация на Google, се оценяват на $ 28,5 млрд. Към август 2018 г. той е най-богатият човек както в Китай, така и в цяла Азия с чисти активи от US$38,6 милиарда.
Джак Ма обявява, че смята да се пенсионира на 10 септември 2018 г. и смята да се занимава с образователна благотворителност.